# Josselin II d'Édesse
Pour les articles homonymes, voir Josselin.
Josselin II de Courtenay, († 1159) est le dernier comte d'Édesse, de 1131 à 1150, et le fils de Josselin Ier et de Béatrice d'Arménie.

## Biographie
Le 13 septembre 1122, Josselin de Courtenay et Galéran du Puiset, seigneur de Bira sont capturés par Balak et emprisonnés à Kharpût, et rejoint par Baudouin II qui avait tenté de les délivrer le 18 avril 1123. Une cinquantaine d’Arméniens parviennent à s’emparer de la citadelle par ruse et, bien que Josselin réussisse à rejoindre Édesse, Baudouin et Galéran sont de nouveau repris. Balak est tué peu après et son successeur Timurtash ibn Ghazi accepte de libérer Baudouin contre rançon. Pour garantir le versement de la rançon, il est échangé contre Yvette de Jérusalem, âgée de cinq ans, Josselin d’Édesse, le fils du comte, âgé d’une dizaine d’années et dix autres jeunes nobles francs, qui sont retenus à Shaizar. Alep revient ensuite à Aq Sonqor Bursuqî, atabeg de Mossoul qui fait une inspection auprès des émirats syriens et prend en charge les otages le 15 mars 1125. Mais il est battu par les Francs en juin 1125 à Azâz, et le butin permet à ces derniers de terminer le payement de la rançon.
En 1131, Josselin Ier assiège une forteresse entre Alep et Mabbug. Alors qu'il inspectait une mine qu'il faisait creuser sous une des remparts, celle-ci s'écroule sur lui et l'ensevelit. Il est dégagé des décombres, mais gravement blessé. Peu après, un émir met le siège devant Kaisûn. Josselin demande à son fils de conduire l'armée pour délivrer la place, mais ce dernier refuse, alléguant une infériorité numérique. Josselin père décide alors de commander son armée d'une litière pour secourir Kaisûn, ce qui incite l'émir à lever le siège, tant Josselin était craint de ses ennemis. Mais le vieux comte meurt pendant l'opération et son fils lui succède comme comte d'Édesse.
À une époque où la menace de Zengi se précise, Josselin II commence par soutenir les intriques d’Alix de Jérusalem, veuve de Bohémond II d'Antioche qui cherche à évincer sa fille pour prendre le pouvoir, et Foulque d’Anjou doit intervenir pour mettre au pas les comploteurs. Puis il doit défendre Turbessel attaquée par Sawar, gouverneur d’Alep nommé par Zengi, et subit de nombreuses pertes. Raymond de Poitiers épouse Constance d’Antioche, mais Josselin le déteste. Aussi, quand Raymond chasse Raoul de Domfront, patriarche d’Antioche, Josselin accueille ce dernier. Puis lors d’un litige de frontière entre Raymond et Léon Ier, prince d’Arménie, il prend parti pour Léon, mais finit par amener une réconciliation entre les deux princes.
En 1137, l’empereur Jean II Comnène se rend avec son armée pour réaffirmer ses droits sur Antioche. Il reçoit l’hommage de Raymond de Poitiers et par un accord avec les Francs, envisage une opération conjointe de conquête d’Alep. Antioche redeviendrait alors byzantine, et Raymond de Poitiers prince d’Alep. Les opérations commencent au début 1138, et Raymond de Poitiers et Josselin II d’Édesse accompagnent l’armée impériale. Bizâ’a est prise le 7 avril 1138 et donné au comte d’Édesse. Mais ce siège leur a fait perdre l’effet de surprise, et l’armée piétine en assiégeant Shaizar. Raymond de Poitiers et Josselin II ne sont pas très coopératifs avec les Byzantins, car la prise d’Alep signifie pour Raymond la perte d’Antioche, et l’opération de conquête est abandonnée. L’armée franco byzantine se replie sur Antioche, où Jean Comnène exige la remise de la citadelle, mais Josselin suscite des émeutes qui obligent les Byzantins à quitter la ville.

Fin et chute du comté d'Édesse, de 1131 à 1150.

En 1142, Jean Comnène tente de nouveau l’annexion d’Antioche et, afin de neutraliser Josselin, exige de ce dernier qu’il lui remette sa fille Isabelle en otage. Mais il ne peut prendre la ville, car les notables organisent des émeutes, ne voulant pas d’une occupation byzantine. La mort de Jean Comnène, le 8 avril 1143, met fin aux prétentions byzantines sur Antioche.
Après la mort de l'empereur, Raymond de Poitiers ravage les possessions byzantines en Cilicie et engendre ainsi une réaction d'hostilité de la part des Byzantins envers les Francs. De plus, la rivalité entre Raymond de Poitiers et Josselin II s'est muée en rupture ouverte. Ce dernier séjourne principalement et néglige de doter Édesse d'une garnison suffisante. Zengi, atabeg de Mossoul et d'Alep, organise une expédition au Diyarbakir contre les Ortoqides, mais c'est pour éloigner Josselin d'Édesse et y envoie une armée qui commence le siège le 28 novembre 1144. Mal approvisionnée et insuffisamment défendue, malgré la résistance des Syriens et des Arméniens, la ville doit se rendre le 23 décembre 1144, qui s'empare ensuite de la région située à l'est de l'Euphrate.
Zengi est assassiné le 14 septembre 1146, et les arméniens d'Édesse en profitent pour se révolter. Josselin II revient dans sa capitale le 21 octobre 1146, mais le fils de Zengi, Nur ad-Din, prévenu, décide de reprendre la ville. Josselin II et ses compagnons fuient la ville. Nur ad-Din reprend la ville sans trop de difficultés le 3 novembre 1146, et fait massacrer les populations syriaques et arméniennes.
La nouvelle de la chute d'Édesse suscite une nouvelle croisade, mais au lieu de s'en prendre à Nur ad-Din et de tenter de reprendre Édesse, elle s'attaque à Damas et ne produit pas de résultats. Après le retour de la croisade en Europe, Raymond de Poitiers est tué le 29 juin 1149 à la bataille de Ma'arratha. Non content d’avoir perdu une partie de son comté, Josselin s’emploie à se mettre à dos la population chrétienne syriaque en pillant le monastère de Mar Barsauma le 18 juin 1148. Profitant de l’anarchie, les Ortoqides s’emparent de Gargar et de sa région, le seldjoukide Mas`ûd Ier sultan de Roum s’empare de Mar’ash et assiège Turbessel, qui est dégagé par l’intervention du roi Baudouin III de Jérusalem. En mais 1150, Josselin se rend à Antioche pour conférer avec le patriarche de la ville dans le but d’une défense commune contre Nur ad-Din, quand il est capturé par des Turcomans et emprisonné à Alep le 4 mai 1150. Sa femme Béatrice tente de défendre Turbessel contre les incursions turques de plus en plus fréquentes, mais finit par vendre les restes du comté aux Byzantins en août 1150, avec l’accord de Baudouin III et se réfugie dans le royaume de Jérusalem. Josselin II meurt à Alep après neuf ans de captivité.

## Mariage et enfants
De son épouse Béatrice de Saône, Josselin II avait eu :
- Josselin III († 1200), comte titulaire d'Édesse, seigneur de Joscelin (seigneurie autour de Saint-Jean-d'Acre) ;
- Agnès de Courtenay, mariée à Amaury Ier, roi de Jérusalem ;
- Isabelle de Courtenay, mariée en 1159 à Thoros II, prince d'Arménie.